# Třída Pohjanmaa
Třída Pohjanmaa je plánovaná třída víceúčelových korvet finského námořnictva vyvíjená v rámci modernizačního programu Laivue 2020. Plánována je stavba celkem čtyř plavidel. Mezi jejich hlavní úkoly bude patřit boj s válečnými loďmi a ponorkami, nebo provádění minových operací. Ve službě nahradí minonosku Pohjanmaa, dvě minonosky třídy Hämeenmaa a čtyři raketové čluny třídy Rauma.

## Pozadí vzniku
Kontrakt na základní vývoj korvet byl zadán v dubnu 2017 finské loděnici Rauma Marine Constructions (RMC) ve městě Rauma. Cena celého programu tehdy byla odhadována na 1,2 miliardy euro. Předání prvního plavidla tehdy bylo plánováno na rok 2021. Objednávku čtyř korvet finská vláda schválila 19. září 2019. Zahájení stavby bylo původně plánováno na rok 2022, program však postihlo zdržení, způsobené mimo jiné nedostatkem kvalifikovaných pracovních sil. Slavnostní první řezání oceli na prototypovou jednotku Pohjanmaa proběhlo 30. října 2023 a zahájení zkoušek je plánováno na rok 2026, dodání všech čtyř jednotek do roku 2029.
První řezání oceli na druhou jednotku proběhlo 9. října 2024.
Jednotky třídy Pohjanmaa:
| Jméno     | První řezání oceli | Založení kýlu  | Spuštěna        | Vstup do služby | Status    |
| --------- | ------------------ | -------------- | --------------- | --------------- | --------- |
| Pohjanmaa | 30. října 2023     | 11. dubna 2024 | 21. května 2025 |                 | ve stavbě |
|           | 9. října 2024      | 8. května 2025 |                 |                 | ve stavbě |
|           |                    |                |                 |                 | objednána |
|           |                    |                |                 | 2029 (plán)     | objednána |

## Konstrukce
Korvety budou vybaveny bojovým řídícím systémem Saab 9LV a dalšími na něj navázanými senzory. Společnost Patria dodá sonarový komplex Sonac DTS tvořený pasivním sonarem a aktivním sonarem s měnitelnou hloubkou ponoru. Hlavní výzbroj bude jedno 57mm kanón Bofors L/70 Mk3 na přídi. Dále ponesou izraelské protilodní střely Gabriel V (finské označení SSM2020) a protiletadlové řízené střely RIM-162 ESSM. Dále budou na palubě 400mm torpédomety pro protiponorková torpéda Saab Tp 47. Pohonný systém je koncepce CODLAG. Pro plavbu ekonomickou ryhclostí slouží čtveřice diesel-generátorů MAN 12V175D, každý o výkonu 10 325 hp, které dodávají energii dvěma elektromotorům. V bojové situaci plavidla využijí plynovou turbínu General Electric LM2500. Pohonný systém roztáčí dva lodní šrouby se stavitelnými lopatkami. Manévrovací schopnosti zlepšují dvě příďová dokormidlovací zařízení. Nejvyšší rychlost dosahuje 26 uzlů. Dosah je 3500 námořních mil a autonomie 14 dní.